# Emissário subfluvial
Emissário subfluvial é uma tubulação utilizada para lançamento de esgotos sanitários ou industriais em rios, quando for possível aproveitar a capacidade de autodepuração das águas fluviais que promovem a diluição, a dispersão e o decaimento de cargas poluentes a elas lançadas.
Saturnino de Brito Filho, em 1972, junto com o engenheiro sanitarista Jorge Paes Rios, projetaram e construíram o primeiro emissário subfluvial do Brasil em Manaus, no estado do Amazonas, e o segundo em Belém, no estado do  Pará.
Para o cálculo da diluição, da dispersão e do decaimento bacteriano ou químico são utilizados, normalmente modelos matemáticos e, eventualmente, em lançamentos de efluentes industriais, com grandes vazões, como o de uma usina nuclear, também modelos físicos.